# We Want Moore
Albums de Gary Moore
Victims of the Future
(1983) Run for Cover
(1985)
We Want Moore est le troisième album enregistré en public du guitariste/chanteur nord-irlandais, Gary Moore. Il est sorti sous forme de double album en octobre 1984 sur le label Virgin Records et a été produit par Gary Moore et Tony Platt. 

## Historique
Cet album fut enregistré en 1984 lors de la tournée mondiale de promotion de l'album, Victims of the Future. Les enregistrements ont eu lieu le 11 février à l'Hammersmith Odeon de  Londres (Angleterre), le 14 février à The Apollo de Glasgow (Écosse), le 29 février au Nippon Budōkan de Tokyo (Japon) et le 26 juin au Harpo's Concert Theatre de Detroit (États-Unis).
Les titres proviennent essentiellement des albums studios Corridors of Power (1982) et Victims of The Future (1983). Le style musical durant le début des années 1980  de Gary Moore est le hard rock classique.
Cet album se classa à la 32e place des charts britanniques.
La version remastérisée de l'album publiée en 2003, contient une piste bonus, la version en public de Parisienne Walkways enregistrée au Ulster Hall de Belfast (Irlande du Nord) le 17 décembre 1984 avec Phil Lynott au chant et à la basse.

## Liste des titres

### Disque 1
Face 1
| No | Titre                 | Auteur                                      | Lieu et date de l'enregistrement            | Durée |
| -- | --------------------- | ------------------------------------------- | ------------------------------------------- | ----- |
| 1. | Murder in the Skies   | Gary Moore, Neil Carter                     | Harpos Concert Theatre, Detroit, 23/06/1984 | 5:32  |
| 2. | Shapes of Things      | Paul Samwell-Smith, Keith Relf, Jim McCarty | Harpos Concert Theatre, Detroit, 23/06/1984 | 8:16  |
| 3. | Victims of the Future | Moore, Carter, Ian Paice, Neil Murray       | Harpos Concert Theatre, Detroit, 23/06/1984 | 8:28  |

Face 2
| No | Titre               | Auteur | Lieu et date de l'enregistrement | Durée |
| -- | ------------------- | ------ | -------------------------------- | ----- |
| 4. | Cold Hearted        | Moore  | Tokyo Budokan, Tokyo, 29/02/1984 | 10:37 |
| 5. | End of the World    | Moore  | The Apollo, Glasgow, 14/02/1984  | 4:33  |
| 6. | Back on the Streets | Moore  | The Apollo, Glasgow, 14/02/1984  | 5:27  |

### Disque 2
Face 1
| No | Titre       | Auteur                 | Lieu et date de l'enregistrement | Durée |
| -- | ----------- | ---------------------- | -------------------------------- | ----- |
| 7. | So Far Away | Mo Foster, Ray Russell | The Apollo, Glasgow, 14/02/1984  | 2:41  |
| 8. | Empty Rooms | Moore, Carter          | The Apollo, Glasgow, 14/02/1984  | 8:28  |

Face 2
| No  | Titre                     | Auteur              | Lieu et date de l'enregistrement            | Durée |
| --- | ------------------------- | ------------------- | ------------------------------------------- | ----- |
| 9.  | Don't Take Me for a Loser | Moore               | Harpos Concert Theatre, Detroit, 23/06/1984 | 5:49  |
| 10. | Rockin' and Rollin'       | Moore, Mark Nauseef | Hammersmith Odeon, Londres, 11/02/1984      | 6:38  |

Titre bonus réédition 2003
| No  | Titre               | Auteur             | Lieu et date de l'enregistrement | Durée |
| --- | ------------------- | ------------------ | -------------------------------- | ----- |
| 11. | Parisienne Walkways | Moore, Phil Lynott | Ulster Hall, Belfast, 17/12/1984 | 7:04  |

## Musiciens
The Gary Moore Band
- Gary Moore : guitare et chant
- Neil Carter : clavier, guitare rythmique et chœurs
- Craig Gruber : guitare basse
- Ian Paice : batterie, percussions
- Bobby Chouinard : batterie, percussions (sur les enregistrements de Détroit)

Invités
- Jimmy Nail : chant additionnel sur  Rockin' And Rollin' .
- Phil Lynott: chant et basse sur Parisienne Walkways
- Paul Thompson: batterie sur Parisienne Walkways

## Charts
| Pays        | Durée du classement | Meilleur classement | Date            |
| ----------- | ------------------- | ------------------- | --------------- |
| Allemagne   | 2 semaines          | 52e                 | 5 novembre 1984 |
| Royaume-Uni | 3 semaines          | 32e                 | 13 octobre 1984 |
| Suède       | 2 semaines          | 21e                 | 9 novembre 1984 |